# Гаркавецький заказник
Гаркавецький — ентомологічний заказник місцевого значення. Об'єкт розташований на території Краснокутської селищної громади Богодухівського району Харківської області, на захід від села Гаркавець.
Площа — 8,9 га, статус отриманий у 2009 році. 
Охороняється ділянка лучно-степової рослинності у балці Петришів Яр, що підтримує існування рідкісних та корисних видів ентомофауни.